# Sutherland-Modell
Das Sutherland-Modell beschreibt die Temperaturabhängigkeit der Viskosität von Gasen. Es wurde 1893 von dem australischen Physiker William Sutherland vorgeschlagen. Das Modell basiert auf der kinetischen Gastheorie, wobei zur Beschreibung der intermolekularen Wechselwirkungen ein stark idealisiertes Wechselwirkungspotential verwendet wird. Trotz der verwendeten groben Näherungen insbesondere bei dem verwendeten Wechselwirkungspotential reproduziert das Modell die experimentell ermittelten Viskositäten vieler Gase über einen großen Temperaturbereich mit einem systematischen Fehler von unter 10 %.

## Problemstellung und Modellbeschreibung
Die Viskosität realer Gase wird durch das einfachste kinetische Modell von Gasen, das Modell des idealen Gases, nur ungenau reproduziert. Insbesondere ist die beobachtete Temperaturabhängigkeit systematisch stärker als die von diesem Modell vorhergesagte Proportionalität zur Wurzel der Temperatur. Die Ursache für diese systematische Abweichung ist die Vernachlässigung der langreichweitigen anziehenden Van-der-Waals-Kräfte, die zwischen allen Atomen und Molekülen wirken.
Das Sutherland-Modell beschreibt die repulsiven intermolekularen Kräfte bei kleinen Abständen durch ein Modell harter Kugeln, berücksichtigt aber außerhalb der harten Kugel auch die oben beschriebenen anziehenden Kräfte in Form eines einfachen kugelsymmetrischen Potentials
{\displaystyle V(r)\propto -r^{-n}}
(r: intermolekularer Abstand; n: ganze Zahl, meistens n=6). Dies bewirkt, dass im Sutherland-Modell der Streuquerschnitt beim Stoß zwischen zwei Molekülen von ihrer relativen Geschwindigkeit abhängt: Je geringer die Relativgeschwindigkeit ist, desto größer wird der Streuquerschnitt. Die Ursache hierfür ist, dass sich die Moleküle bei geringer Relativgeschwindigkeit länger in geringem Abstand zueinander aufhalten und damit stärker der Wirkung ihres Wechselwirkungspotentials ausgesetzt sind. Der so verursachte größere Streuquerschnitt bewirkt wiederum eine Abnahme der mittleren freien Weglänge der Moleküle und damit eine Zunahme der Viskosität des Gases.

## Sutherlands Formel
Die Viskosität von Gasen wird beim Sutherland-Modell durch folgende Formel beschrieben:
{\displaystyle {\mu }={\mu }_{0}{\frac {T_{0}+C}{T+C}}\left({\frac {T}{T_{0}}}\right)^{3/2}}
mit:
- {\displaystyle {\mu }} = Dynamische Viskosität in (Pa·s) bei der Temperatur {\displaystyle T}
- {\displaystyle {\mu }_{0}} = Referenz-Viskosität in (Pa·s) bei der Referenz-Temperatur {\displaystyle T_{0}}
- {\displaystyle T}   = Temperatur [K]
- {\displaystyle T_{0}} = Referenztemperatur [K]
- {\displaystyle C} = Sutherlands Konstante [K]

Sutherland-Konstanten und Referenztemperaturen für einige Gase:
| Gas            | {\displaystyle C} [K] | {\displaystyle T_{0}} [K] | {\displaystyle {\mu }_{0}} [10−6 Pa s] |
| -------------- | --------------------- | ------------------------- | -------------------------------------- |
| Luft           | 120                   | 291,15                    | 18,27                                  |
| Stickstoff     | 111                   | 300,55                    | 17,81                                  |
| Sauerstoff     | 127                   | 292,25                    | 20,18                                  |
| Kohlendioxid   | 240                   | 293,15                    | 14,8                                   |
| Kohlenmonoxid  | 118                   | 288,15                    | 17,2                                   |
| Wasserstoff    | 72                    | 293,85                    | 8,76                                   |
| Ammoniak-Gas   | 370                   | 293,15                    | 9,82                                   |
| Schwefeldioxid | 416                   | 293,65                    | 12,54                                  |
| Helium         | 79,4                  | 273                       | 19                                     |
| Argon          | 165,00                | 273,15                    | 21,0                                   |
| Krypton        | 233,15                | 273,15                    | 23,4                                   |